# Juan Pablo Belatti
Juan Pablo Belatti (15 de abril de 1979, Saladillo, Provincia de Buenos Aires, Argentina) es un árbitro asistente internacional de fútbol de Argentina, que participó en las Copa Mundial de la FIFA Brasil 2014, Rusia 2018 y Catar 2022 —récord para el referato de su país junto a Hernán Maidana—, entre otros torneos internacionales.

## Trayectoria
Hijo de un árbitro (Luis Belatti), Belatti comenzó en el mundo del fútbol primero como jugador siendo lateral derecho y también lateral izquierdo, en donde se desempeñó hasta que una grave fractura en su pierna derecha lo obligó a dejar de jugar. En 2001 comenzó el curso arbitral, que homologó en Asociación del Fútbol Argentino en 2003 y un año más tarde suscribió su primer contrato con la máxima entidad del fútbol argentino.
En 2008, tuvo su debut en la Primera División, en el estadio Diego Armando Maradona, en el partido que jugaron Argentinos Juniors y Newell's Old Boys. Años más tarde, en 2011 ingresó a la categoría internacional, debutando por Copa Libertadores con Independiente y Godoy Cruz.

### Carrera internacional
Copa Confederaciones y Brasil 2014
Participó en la Copa Confederaciones 2013, una especie de antesala del Mundial, junto a Diego Abal como árbitro principal y a Hernán Maidana. En dicho torneo, estuvo de asistente en Italia 4:3 Japón, de la primera fase. Luego, en una entrevista declaró: "En la primera parte del partido no podía creer lo rápido que jugaban los dos equipos, la velocidad es tremenda. En un momento pensé si iba a poder aguantar el ritmo todo el partido y lo logré. Me di cuenta de que el arbitraje argentino está muy bien preparado, física y mentalmente".
Tras esa designación, el 15 de enero de 2014, fue confirmado por la FIFA para formar parte de uno de los treinta equipos arbitrales que fueron a la Copa Mundial de la FIFA 2014, en Brasil. En dicha máxima cita, Belatti junto a sus compatriotas Néstor Pitana y Hernán Maidana, estuvieron presentes en tres partidos en la fase de grupos: Rusia 1:1 Corea del Sur, Estados Unidos 2:2 Portugal y Honduras 0:3 Suiza, y uno en cuartos de final: Francia 0:1 Alemania. Su actuación concluyó en dicha fase, debido a que el equipo nacional argentino, accedió a la instancia final.
Chile 2015
De nuevo junto al misionero Pitana y Maidana, fue designado para representar al país en la Copa América 2015, con sede en Chile, siendo designados por la Conmebol por la actuación en Brasil 2014 y por el presente de los tres. Fueron la terna elegida para el partido inaugural del torneo, en el que el local, Chile, venció 2 a 0 a Ecuador.
Juegos Olímpicos de Río 2016
A mediados de 2016, la entidad madre del fútbol argentino, designó para los Juegos Olímpicos de Río de Janeiro 2016 a la terna que desde 2014 ha representado al país en los torneos más importantes a nivel mundial. Junto otra vez a Pitana y Maidana —en su segundos Juegos—, Belatti tendrá su primera experiencia olímpica.
Rusia 2018
El 29 de marzo de 2018, la FIFA dio a conocer los jueces encargados de impartir justicia en la Copa Mundial de la FIFA Rusia 2018. En la nómina, por primera vez en la historia del arbitraje argentino, una misma terna es designada para un mundial. Al igual que en 2014, Belatti como árbitro asistente será de la partida, junto a Hernán Maidana y Néstor Pitana.

## Compromiso social
Su compromiso social impulsó a Belatti a convertirse en uno de los protagonistas de la campaña en contra de la violencia de género, denominada «Por una vida libre de violencia». En diciembre de 2008, en uno de sus viajes por el fútbol a Córdoba, el árbitro recibió a la presidenta del Consejo Provincial de la Mujer, Graciela Ruiz, quien le colocó el lazo blanco, símbolo de la campaña.